# National Invitation Tournament
O National Invitation Tournament ou NIT (em português:Torneio Nacional por Convite) é um torneio de basquete universitário masculino estadunidense e é organizado pela National Collegiate Athletic Association (NCAA). É disputado em dois torneios anuais. O primeiro é jogado em novembro e é conhecido como Dick's Sporting Goods NIT Season Tip-Off (antigamente Preseason NIT) e foi criado em 1985. O segundo, o NIT original, é um torneio de pós-temporada jogado em março e abril que é agora chamado de MasterCard NIT, disputado desde 1938. As finais (em ambos os torneios) são jogadas no Madison Square Garden em Nova Iorque.

## Campeonatos do NIT
| Ano  | Campeão                  | Vice-campeão         | MVP                                   |
| 2011 | Wichita State            | Alabama              | Graham Hatch, Wichita State           |
| 2010 | Dayton                   | North Carolina       | Chris Johnson, Dayton                 |
| 2009 | Penn State               | Baylor               | Jamelle Cornley, Penn State           |
| 2008 | Ohio State               | Massachusetts        | Kosta Koufos, Ohio State              |
| 2007 | West Virginia            | Clemson              | Frank Young, West Virginia            |
| 2006 | South Carolina           | Michigan             | Renaldo Balkman, South Carolina       |
| 2005 | South Carolina           | Saint Joseph's       | Carlos Powell, South Carolina         |
| 2004 | Michigan                 | Rutgers              | Daniel Horton, Michigan               |
| 2003 | Vago (St. John's venceu) | Georgetown           | Nenhum                                |
| 2002 | Memphis                  | South Carolina       | Dajuan Wagner, Memphis                |
| 2001 | Tulsa                    | Alabama              | Marcus Hill, Tulsa                    |
| 2000 | Wake Forest              | Notre Dame           | Robert O'Kelley, Wake Forest          |
| 1999 | California               | Clemson              | Sean Lampley, Cal                     |
| 1998 | Vago (Minnesota venceu)  | Penn State           | Nenhum                                |
| 1997 | Vago (Michigan venceu)   | Florida State        | Nenhum                                |
| 1996 | Nebraska                 | Saint Joseph's       | Erick Strickland, Nebraska            |
| 1995 | Virginia Tech            | Marquette            | Shawn Smith, Virginia Tech            |
| 1994 | Villanova                | Vanderbilt           | Doremus Bennerman, Siena              |
| 1993 | Minnesota                | Georgetown           | Voshon Lenard, Minnesota              |
| 1992 | Virginia                 | Notre Dame           | Bryant Stith, Virginia                |
| 1991 | Stanford                 | Oklahoma             | Adam Keefe, Stanford                  |
| 1990 | Vanderbilt               | Saint Louis          | Scott Draud, Vanderbilt               |
| 1989 | St. John's               | Saint Louis          | Jayson Williams, St. John's           |
| 1988 | Connecticut              | Ohio State           | Phil Gamble, UConn                    |
| 1987 | Southern Miss            | La Salle             | Randolph Keys, Southern Miss          |
| 1986 | Ohio State               | Wyoming              | Brad Sellers, Ohio State              |
| 1985 | UCLA                     | Indiana              | Reggie Miller, UCLA                   |
| 1984 | Michigan                 | Notre Dame           | Tim McCormick, Michigan               |
| 1983 | Fresno State             | DePaul               | Ron Anderson, Fresno State            |
| 1982 | Bradley                  | Purdue               | Mitchell Anderson, Bradley            |
| 1981 | Tulsa                    | Syracuse             | Greg Stewart, Tulsa                   |
| 1980 | Virginia                 | Minnesota            | Ralph Sampson, Virginia               |
| 1979 | Indiana                  | Purdue               | Butch Carter and Ray Tolbert, Indiana |
| 1978 | Texas                    | North Carolina State | Jim Krivacs and Ron Baxter, Texas     |
| 1977 | St. Bonaventure          | Houston              | Greg Sanders, St. Bonaventure         |
| 1976 | Kentucky                 | Charlotte            | Cedric Maxwell, Charlotte             |
| 1975 | Princeton                | Providence           | Ron Lee, Oregon                       |
| 1974 | Purdue                   | Utah                 | Mike Sojourner, Utah                  |
| 1973 | Virginia Tech            | Notre Dame           | John Shumate, Notre Dame              |
| 1972 | Maryland                 | Niagara              | Tom McMillen, Maryland                |
| 1971 | North Carolina           | Georgia Tech         | Bill Chamberlain, North Carolina      |
| 1970 | Marquette                | St. John's           | Dean Meminger, Marquette              |
| 1969 | Temple                   | Boston College       | Terry Driscoll, BC                    |
| 1968 | Dayton                   | Kansas               | Don May, Dayton                       |
| 1967 | Southern Illinois        | Marquette            | Walt Frazier, S. Illinois             |
| 1966 | Brigham Young            | NYU                  | Bill Melchionni, Villanova            |
| 1965 | St. John's               | Villanova            | Ken McIntyre, St. John's              |
| 1964 | Bradley                  | New Mexico           | Levern Tart, Bradley                  |
| 1963 | Providence               | Canisius             | Ray Flynn, Providence                 |
| 1962 | Dayton                   | St. John's           | Bill Chmielewski, Dayton              |
| 1961 | Providence               | Saint Louis          | Vin Ernst, Providence                 |
| 1960 | Bradley                  | Providence           | Lenny Wilkens, Providence             |
| 1959 | St. John's               | Bradley              | Tony Jackson, St. John's              |
| 1958 | Xavier                   | Dayton               | Hank Stein, Xavier                    |
| 1957 | Bradley                  | Memphis State        | Win Wilfong, Memphis State            |
| 1956 | Louisville               | Dayton               | Charlie Tyra, Louisville              |
| 1955 | Duquesne                 | Dayton               | Maurice Stokes, St. Francis (Pa.)     |
| 1954 | Holy Cross               | Duquesne             | Togo Palazzi, Holy Cross              |
| 1953 | Seton Hall               | St. John's           | Walter Dukes, Seton Hall              |
| 1952 | La Salle                 | Dayton               | Tom Gola and Norm Grekin, La Salle    |
| 1951 | Brigham Young            | Dayton               | Roland Minson, Brigham Young          |
| 1950 | CCNY                     | Bradley              | Ed Warner, CCNY                       |
| 1949 | San Francisco            | Loyola               | Don Lofgran, San Francisco            |
| 1948 | Saint Louis              | NYU                  | Ed Macauley, Saint Louis              |
| 1947 | Utah                     | Kentucky             | Vern Gardner, Utah                    |
| 1946 | Kentucky                 | Rhode Island         | Ernie Calverley, Rhode Island         |
| 1945 | DePaul                   | Bowling Green        | George Mikan, DePaul                  |
| 1944 | St. John's               | DePaul               | Bill Kotsores, St. John's             |
| 1943 | St. John's               | Toledo               | Harry Boykoff, St. John's             |
| 1942 | West Virginia            | Western Kentucky     | Rudy Baric, West Virginia             |
| 1941 | Long Island              | Ohio                 | Frankie Baumholtz, Ohio               |
| 1940 | Colorado                 | Duquesne             | Bob Doll, Colorado                    |
| 1939 | Long Island              | Loyola               | Bill Lloyd, St. John's                |
| 1938 | Temple                   | Colorado             | Don Shields, Temple                   |

1. ↑  St. John's venceu o título de 2003 do NIT, mas depois deixou vago o título devido a um jogador irregular.
2. ↑  Marcus Hatten de St. John's foi o MVP do torneio de 2003, mas deixou vago o prêmio com o título de St. John's.
3. ↑  Minnesota venceu o título de 1998 do NIT, mas depois deixou vago o título e confiscou seu calendário inteiro de 1997-98 devido a uma fraude acadêmica.
4. ↑  Kevin Clark de Minnesota foi o MVP do torneio de 1998, mas deixou vago o prêmio com o título de Minnesota.
5. ↑  Michigan venceu o título de 1997 do NIT, mas depois deixou vago o título e confiscou seu calendário inteiro de 1996-97 devido a jogadores irregulares.
6. ↑  Robert Traylor de Michigan foi o MVP do torneio de 1997, mas depois foi declarado irregular e deixou vago o prêmio.